# Grgarske Ravne
Grgarske Ravne so naselje v Mestni občini Nova Gorica.